# I3 (menedżer okien)
i3 – menedżer okien przeznaczony dla X Window System, napisany w języku C. Można go konfigurować za pomocą pliku tekstowego (~/.config/i3/config). Podobnie jak w przypadku wmii, i3 w domyślnej konfiguracji ma interfejs podobny do tego z edytora Vi - można przełączać się między poszczególnymi oknami za pomocą klawisza 'Mod1' (w zależności od konfiguracji jest to albo Win albo Alt) oraz klawiszy J, K, L, ; (Mod1+J,K,L, ;), a okna mogą być przesuwane przez dodatkowe użycie klawisza Shift (Mod1+Shift+J,K,L, ;).

## Założenia projektu[1]
- Użycie XCB zamiast Xlib.
- Poprawna obsługa wielu monitorów.
- Implementacja wielu trybów podobnych do tych z edytora vi czy vim. To oznacza, że różne klawisze mają różne funkcje w zależności od trybu, w którym znajduje się menedżer okien.
- Użycie drzewa jako struktury danych do zarządzania oknami.
- Implementacja kodowania znaków UTF-8.

## Cechy
- Możliwość konfiguracji bez znajomości żadnego języka programowania – konfiguracja odbywa się za pomocą pliku tekstowego[2].
- W przeciwieństwie do innych popularnych menedżerów okien takich jak dwm czy awesome w i3 zarządzanie oknami jest pozostawione użytkownikowi. Okna znajdują się w kontenerach, które można podzielić w pionie lub w poziomie. Można również zmieniać ich rozmiar.
- i3 jest menedżerem dynamicznym i zawiera w sobie funkcjonalność zarówno menedżera kafelkowego i stosowego. Obsługuje również porządkowanie okien za pomocą kart, zbliżonych do interfejsu używanego przez niektóre przeglądarki internetowe.

## Galeria

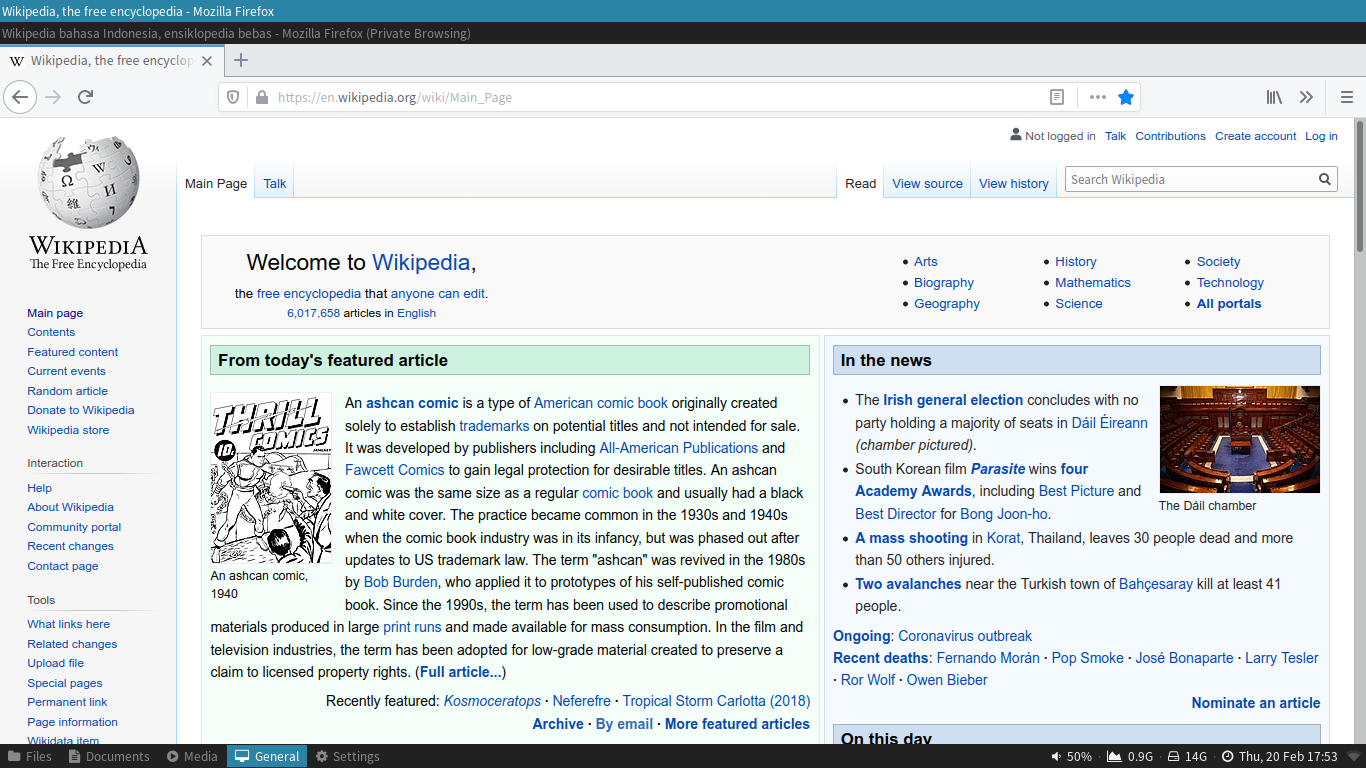
i3 z układem stosowym
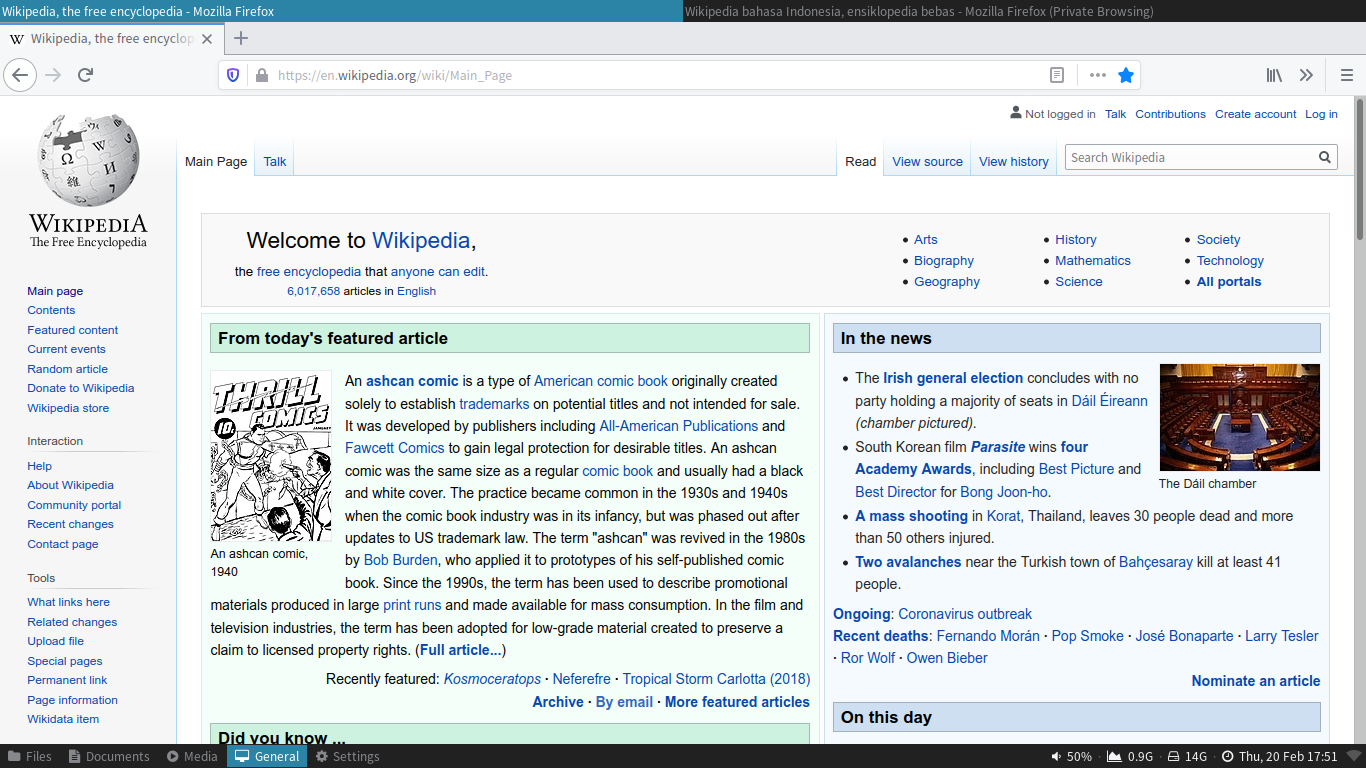
i3 z oknami uporządkowanymi za pomocą kart
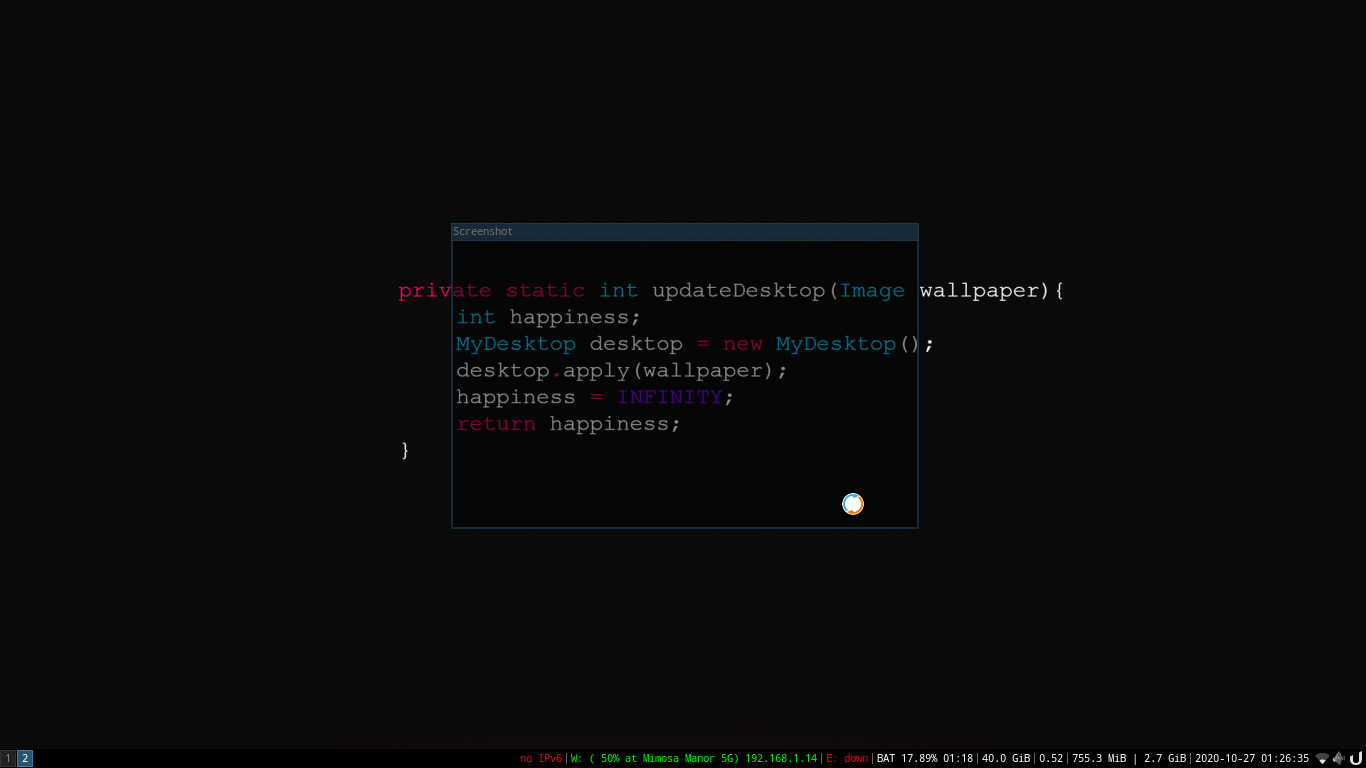
i3 bez żadnych otwartych okien